# Dirka po Italiji 1985
Dirka po Italiji 1985 (italijansko Giro d'Italia 1985) je 68. izvedba dirke po Italiji, tritedenske moške cestne kolesarske etapne dirke. Začela se je 16. maja v Veroni in končala 9. junija v Lucci. Sodelovalo je 180 kolesarjev iz 20-ih ekip. Rožnato majico je tretjič osvojil Bernard Hinault (La Vie Claire), drugo mesto Francesco Moser (Gis Gelati), tretje pa Greg LeMond (La Vie Claire). Vijolično majico je osvojil Johan van der Velde (Vini Ricordi–Pinarello–Sidermec), zeleno majico José Luis Navarro (Zor–Gemeaz Cusin), belo majico pa Alberto Volpi (Sammontana–Bianchi).

## Ekipe
- Ariostea–Oece
- Alpilatte–Olmo–Cierre
- Atala
- Carrera–Inoxpran
- Cilo–Aufina–Magniflex
- Del Tongo–Colnago
- Dromedario-Laminox
- Zor–Gemeaz Cusin
- Gis Gelati
- La Vie Claire
- Linea MD Italia-Maggi Mobili
- Malvor–Bottecchia–Vaporella
- Murella–Rossin
- Varta–Café de Colombia–Mavic
- Sammontana–Bianchi
- Santini
- 7-Eleven
- Skil–Sem–Kas–Miko
- Supermercati Brianzoli
- Vini Ricordi–Pinarello–Sidermec

## Etape
| Etapa | Datum    | Štart/Cilj                             | Razdalja    | Tip         | Tip                  | Zmagovalec              |             |
| ----- | -------- | -------------------------------------- | ----------- | ----------- | -------------------- | ----------------------- | ----------- |
| P     | 16. maj  | Verona                                 | 6,6 km      |             | posamični kronometer | Francesco Moser (ITA)   |             |
| 1     | 17. maj  | Verona – Busto Arsizio                 | 218 km      |             | ravninska etapa      | Urs Freuler (SUI)       |             |
| 2     | 18. maj  | Busto Arsizio – Milano                 | 38 km       |             | ekipni kronometer    | Del Tongo–Colnago       |             |
| 3     | 19. maj  | Milano – Pinzolo                       | 190 km      |             | gorska etapa         | Giuseppe Saronni (ITA)  |             |
| 4     | 20. maj  | Pinzolo – Selva di Val Gardena         | 237 km      |             | gorska etapa         | Hubert Seiz (SUI)       |             |
| 5     | 21. maj  | Selva di Val Gardena – Vittorio Veneto | 225 km      |             | gorska etapa         | Emanuele Bombini (ITA)  |             |
| 6     | 22. maj  | Vittorio Veneto – Cervia               | 237 km      |             | ravninska etapa      | Frank Hoste (BEL)       |             |
| 7     | 23. maj  | Cervia – Jesi                          | 185 km      |             | gorska etapa         | Orlando Maini (ITA)     |             |
|       | 24. maj  | dan počitka                            | dan počitka | dan počitka | dan počitka          | dan počitka             | dan počitka |
| 8a    | 25. maj  | Foggia – Foggia                        | 45 km       |             | ravninska etapa      | Stefano Allocchio (ITA) |             |
| 8b    | 25. maj  | Foggia – Matera                        | 167 km      |             | ravninska etapa      | Acácio da Silva (POR)   |             |
| 9     | 26. maj  | Matera – Crotone                       | 237 km      |             | ravninska etapa      | Paolo Rosola (ITA)      |             |
| 10    | 27. maj  | Crotone – Paola                        | 203 km      |             | gorska etapa         | Acácio da Silva (POR)   |             |
| 11    | 28. maj  | Paola – Salerno                        | 240 km      |             | gorska etapa         | Stefano Allocchio (ITA) |             |
| 12    | 29. maj  | Capua – Maddaloni                      | 38 km       |             | posamični kronometer | Bernard Hinault (FRA)   |             |
| 13    | 30. maj  | Maddaloni – Frosinone                  | 154 km      |             | ravninska etapa      | Urs Freuler (SUI)       |             |
| 14    | 31. maj  | Frosinone – Gran Sasso d'Italia        | 195 km      |             | gorska etapa         | Franco Chioccioli (ITA) |             |
| 15    | 1. junij | L'Aquila – Perugia                     | 208 km      |             | gorska etapa         | Ron Kiefel (USA)        |             |
| 16    | 2. junij | Perugia – Cecina                       | 217 km      |             | ravninska etapa      | Giuseppe Saronni (ITA)  |             |
| 17    | 3. junij | Cecina – Modena                        | 248 km      |             | gorska etapa         | Daniel Gisiger (SUI)    |             |
|       | 4. junij | dan počitka                            | dan počitka | dan počitka | dan počitka          | dan počitka             | dan počitka |
| 18    | 5. junij | Monza – Domodossola                    | 128 km      |             | ravninska etapa      | Paolo Rosola (ITA)      |             |
| 19    | 6. junij | Domodossola – Saint-Vincent            | 247 km      |             | gorska etapa         | Francesco Moser (ITA)   |             |
| 20    | 7. junij | Saint-Vincent – Valnontey di Cogne     | 58 km       |             | gorska etapa         | Andrew Hampsten (USA)   |             |
| 21    | 8. junij | Saint-Vincent – Genova                 | 229 km      |             | ravninska etapa      | Urs Freuler (SUI)       |             |
| 22    | 9. junij | Lido di Camaiore – Lucca               | 48 km       |             | posamični kronometer | Francesco Moser (ITA)   |             |
|       | Skupaj   | Skupaj                                 | 3998,6 km   | 3998,6 km   | 3998,6 km            | 3998,6 km               | 3998,6 km   |

## Razvrstitev po klasifikacijah
| Etapa  | Zmagovalec        | Rožnata majica ·  | Vijolična majica ·                 | Zelena majica ·   | Bela majica ·  | Ekipno                |
| ------ | ----------------- | ----------------- | ---------------------------------- | ----------------- | -------------- | --------------------- |
| P      | Francesco Moser   | Francesco Moser   | brez                               | brez              | brez           | brez                  |
| 1      | Urs Freuler       | Francesco Moser   | Urs Freuler                        | brez              | Roberto Calovi | Gis Gelati            |
| 2      | Del Tongo–Colnago | Giuseppe Saronni  | Urs Freuler                        | brez              | Roberto Calovi | Del Tongo–Colnago     |
| 3      | Giuseppe Saronni  | Giuseppe Saronni  | Giuseppe Saronni                   | Acácio da Silva   | Alberto Volpi  | Del Tongo–Colnago     |
| 4      | Hubert Seiz       | Roberto Visentini | Johan van der Velde                | Acácio da Silva   | Alberto Volpi  | Carrera–Inoxpran      |
| 5      | Emanuele Bombini  | Roberto Visentini | Johan van der Velde                | Acácio da Silva   | Alberto Volpi  | Carrera–Inoxpran      |
| 6      | Frank Hoste       | Roberto Visentini | Urs Freuler                        | Acácio da Silva   | Alberto Volpi  | Carrera–Inoxpran      |
| 7      | Orlando Maini     | Roberto Visentini | Johan van der Velde                | Acácio da Silva   | Alberto Volpi  | Carrera–Inoxpran      |
| 8a     | Stefano Allocchio | Roberto Visentini | Johan van der Velde                | Acácio da Silva   | Alberto Volpi  | Carrera–Inoxpran      |
| 8b     | Acácio da Silva   | Roberto Visentini | Johan van der Velde                | Acácio da Silva   | Alberto Volpi  | Carrera–Inoxpran      |
| 9      | Paolo Rosola      | Roberto Visentini | Johan van der Velde                | Acácio da Silva   | Alberto Volpi  | Carrera–Inoxpran      |
| 10     | Acácio da Silva   | Roberto Visentini | Johan van der Velde                | Acácio da Silva   | Alberto Volpi  | Alpilatte–Olmo–Cierre |
| 11     | Stefano Allocchio | Roberto Visentini | Johan van der Velde                | Acácio da Silva   | Alberto Volpi  | Alpilatte–Olmo–Cierre |
| 12     | Bernard Hinault   | Bernard Hinault   | Johan van der Velde im Urs Freuler | Acácio da Silva   | Alberto Volpi  | Alpilatte–Olmo–Cierre |
| 13     | Urs Freuler       | Bernard Hinault   | Urs Freuler                        | Acácio da Silva   | Alberto Volpi  | Alpilatte–Olmo–Cierre |
| 14     | Franco Chioccioli | Bernard Hinault   | Johan van der Velde                | Acácio da Silva   | Alberto Volpi  | Alpilatte–Olmo–Cierre |
| 15     | Ron Kiefel        | Bernard Hinault   | Johan van der Velde                | Acácio da Silva   | Alberto Volpi  | Alpilatte–Olmo–Cierre |
| 16     | Giuseppe Saronni  | Bernard Hinault   | Johan van der Velde                | Acácio da Silva   | Alberto Volpi  | Alpilatte–Olmo–Cierre |
| 17     | Daniel Gisiger    | Bernard Hinault   | Johan van der Velde                | José Luis Navarro | Alberto Volpi  | Del Tongo–Colnago     |
| 18     | Paolo Rosola      | Bernard Hinault   | Johan van der Velde                | José Luis Navarro | Alberto Volpi  | Del Tongo–Colnago     |
| 19     | Francesco Moser   | Bernard Hinault   | Johan van der Velde                | José Luis Navarro | Alberto Volpi  | Del Tongo–Colnago     |
| 20     | Andrew Hampsten   | Bernard Hinault   | Johan van der Velde                | José Luis Navarro | Alberto Volpi  | Alpilatte–Olmo–Cierre |
| 21     | Urs Freuler       | Bernard Hinault   | Johan van der Velde                | José Luis Navarro | Alberto Volpi  | Alpilatte–Olmo–Cierre |
| 22     | Francesco Moser   | Bernard Hinault   | Johan van der Velde                | José Luis Navarro | Alberto Volpi  | Alpilatte–Olmo–Cierre |
| Skupaj | Skupaj            | Bernard Hinault   | Johan van der Velde                | José Luis Navarro | Alberto Volpi  | Alpilatte–Olmo–Cierre |

## Končna razvrstitev
| Legenda | Legenda                                    | Legenda | Legenda                                   |
| ------- | ------------------------------------------ | ------- | ----------------------------------------- |
|         | Predstavlja vodilnega v skupnem seštevku   |         | Predstavlja vodilnega po točkah           |
|         | Predstavlja vodilnega v gorski razvrstitvi |         | Predstavlja najboljšega mladega kolesarja |

### Rožnata majica
| Poz. | Kolesar                        | Ekipa                        | Čas          |
| ---- | ------------------------------ | ---------------------------- | ------------ |
| 1    | Bernard Hinault (FRA)          | La Vie Claire                | 105h 46' 51" |
| 2    | Francesco Moser (ITA)          | Gis Gelati                   | + 1' 08"     |
| 3    | Greg LeMond (USA)              | La Vie Claire                | + 2' 55"     |
| 4    | Tommy Prim (SWE)               | Sammontana–Bianchi           | + 4' 53"     |
| 5    | Marino Lejarreta (ESP)         | Alpilatte–Olmo–Cierre        | + 6' 30"     |
| 6    | Gianbattista Baronchelli (ITA) | Supermercati Brianzoli       | + 6' 32"     |
| 7    | Silvano Contini (ITA)          | Ariostea–Oece                | + 7' 22"     |
| 8    | Michael Wilson (AUS)           | Alpilatte–Olmo–Cierre        | + 7' 38"     |
| 9    | Franco Chioccioli (ITA)        | Linea MD Italia-Maggi Mobili | + 8' 33"     |
| 10   | Alberto Volpi (ITA)            | Sammontana–Bianchi           | + 10' 31"    |

### Vijolična majica
| Poz. | Kolesar                   | Ekipa                        | Točke |
| ---- | ------------------------- | ---------------------------- | ----- |
| 1    | Johan van der Velde (NED) | Carrera–Inoxpran             | 195   |
| 2    | Urs Freuler (SUI)         | Atala                        | 172   |
| 3    | Francesco Moser (ITA)     | Gis Gelati                   | 140   |
| 4    | Frank Hoste (BEL)         | Del Tongo–Colnago            | 126   |
| 5    | Franco Chioccioli (ITA)   | Linea MD Italia-Maggi Mobili | 122   |

### Zelena majica
| Poz. | Kolesar                 | Ekipa                        | Točke |
| ---- | ----------------------- | ---------------------------- | ----- |
| 1    | José Luis Navarro (ESP) | Zor–Gemeaz Cusin             | 54    |
| 2    | Reynel Montoya (COL)    | Varta–Café de Colombia–Mavic | 47    |
| 3    | Rafael Acevedo (COL)    | Varta–Café de Colombia–Mavic | 38    |
| 4    | Acácio da Silva (POR)   | Malvor–Bottecchia–Vaporella  | 32    |
| 5    | Andrew Hampsten (USA)   | 7-Eleven                     | 30    |

### Bela majica
| Poz. | Kolesar                 | Ekipa              | Čas          |
| ---- | ----------------------- | ------------------ | ------------ |
| 1    | Alberto Volpi (ITA)     | Sammontana–Bianchi | 105h 57' 22" |
| 2    | Marco Giovannetti (ITA) | Ariostea–Oece      | + 3' 59"     |
| 3    | José Luis Navarro (ESP) | Zor–Gemeaz Cusin   | + 10' 19"    |
| 4    | Andrew Hampsten (USA)   | 7-Eleven           | + 10' 52"    |
| 5    | Luca Rota (ITA)         | Murella–Rossin     | + 15' 47"    |

### Ekipna razvrstitev
| Poz. | Ekipa                 | Čas          |
| ---- | --------------------- | ------------ |
| 1    | Alpilatte–Olmo–Cierre | 315h 47' 32" |
| 2    | Del Tongo–Colnago     | + 4' 44"     |
| 3    | La Vie Claire         | + 5' 29"     |